# Louis Antoine de Pardaillan de Gondrin
Louis Antoine de Pardaillan (5 tháng 9 năm 1664 – 2 tháng 11 năm 1736) là một nhà quý tộc người Pháp, hầu tước của Antin, Gondrin và Montespan, và là Công tước đầu tiên của xứ Antin.
Ông là người con trai lớn nhất trong số 8 người con của Madame de Montespan, bà là tình nhân nổi tiếng nhất của vua Louis XIV. Cha ruột của Louis Antoine là Louis Henri de Pardaillan de Gondrin nên ông được thừa kế tước hiệu Hầu tước xứ Antin của cha mình. Vì là con của tình nhân nên vua Louis XIV đã ưu ái và nâng ông lên Công tước xứ Antin. Mẹ của ông đã sinh cho nhà vua 6 người con ngoài giá thú và tất cả họ đều là em cùng mẹ khác cha của ông, gồm có: Louis Auguste, Công tước xứ Maine, Louis César, Bá tước xứ Vexin, Louise Françoise de Bourbon, Louise Marie Anne de Bourbon, Françoise Marie de Bourbon, Louis Alexandre, Bá tước xứ Toulouse.